# Michael Terry Weiss
Michael Terry Weiss (nacido el 2 de febrero de 1962) es un actor estadounidense conocido por su papel de Jarod en la serie de televisión The Pretender y por su papel en Days of Our Lives.

## Primeros años
Weiss nació en Chicago, Illinois, el 2 de febrero de 1962. Su padre era ejecutivo de la industria siderúrgica y su madre era ama de casa. Su hermana, Jamie Sue Weiss, se convirtió en maquilladora para televisión y películas.
Asistió a Glenbrook North High School en Northbrook, Illinois. Se graduó de la Universidad del Sur de California.

## Carrera

### Cine y televisión
Weiss comenzó a actuar cuando era niño, cuando apareció en comerciales de televisión locales en Chicago.
En 1980, a los 18 años, apareció como extra en la película Ordinary People. Poco después de su graduación universitaria, fue elegido para interpretar a Mike Horton en Days of Our Lives . Actuó en la serie <i id="mwPA">Dark Shadows</i> de 1991, así como en el largometraje Jeffrey (1995).
Su papel más destacado ha sido el de Jarod, el personaje principal del drama de máxima audiencia de NBC-TV The Pretender, que se emitió durante cuatro temporadas (1996-2000) y las películas para televisión posteriores, The Pretender 2001 y The Pretender: Island of the Haunted. También actuó como Jarod en tres episodios crossover con la serie Profiler. Tuvo un papel recurrente en cuatro episodios de Crossing Jordan (2003-2004).
Weiss ha desempeñado varios papeles de actuación de voz. Prestó su voz a The Nameless One, el protagonista del juego de computadora Planescape: Torment (1999). Prestó su voz a Tarzán en The Legend of Tarzan (2001-2002) y en la película directa a vídeo, Tarzán y Jane (2002), a Etrigan y Jason Blood en Liga de la justicia (2002) y Liga de la Justicia Ilimitada (2005), a Adam Strange en Batman: The Brave and the Bold (2009-2011), y a Capitán Átomo en Young Justice (2012-2013), así como a Dormammu en Marvel vs. Capcom 3 (2011) y Ultimate Marvel vs. Capcom 3 (2011/2012).

### Teatro
Weiss actuó en Impressionism, una obra de Michael Jacobs y dirigida por Jack O'Brien. Se estrenó en el Teatro Gerald Schoenfeld el 12 de marzo de 2009.
Weiss apareció en A Perfect Future, off-Broadway en el Teatro Cherry Lane. La producción fue dirigida por Wilson Milam.

## Vida personal
En febrero de 2006, Weiss asistió a un evento benéfico con sus antiguos compañeros de reparto de Pretender, Andrea Parker y James Denton, para Cure Autism Now.

## Filmografía

### Cine
| Año  | Título                                 | Papel                             | Notas         |
| ---- | -------------------------------------- | --------------------------------- | ------------- |
| 1980 | Ordinary People                        | Extra                             | Sin acreditar |
| 1988 | Howling IV: The Original Nightmare     | Richard Adams                     |               |
| 1994 | Angel 4: Undercover                    | Ryan Gersh                        |               |
| 1994 | Jeffrey                                | Steve Howard                      |               |
| 1996 | Freeway                                | Larry                             |               |
| 1999 | Freeway II: Confessions of a Trickbaby | Drifter                           |               |
| 2000 | Dinosaur                               | Creto                             | Voz           |
| 2001 | Net Worth                              | Michael Winslow                   |               |
| 2001 | Bones                                  | Detective Al "Loopy Lou" Lupovich |               |
| 2002 | Tarzán y Jane                          | Tarzán                            | Voz           |
| 2003 | Written in Blood                       | Matthew Ransom                    |               |
| 2004 | Until the Night                        | Daniel                            |               |
| 2004 | Marmalade                              | Peter                             |               |
| 2005 | Confessions of an Action Star          | Capo del narcotráfico             |               |
| 2005 | Iowa                                   | Larry Clarkson                    |               |
| 2006 | Razor Sharp                            | Dexter "Dex"                      | Cortometraje  |
| 2007 | Fade                                   | Doctor McCabe                     |               |
| 2010 | Sex and the City 2                     | Hombre guapo en la boda           |               |
| 2017 | Sunset Park                            | Duane                             |               |

### Televisión
| Año       | Título                                        | Papel                            | Notas                                  |
| --------- | --------------------------------------------- | -------------------------------- | -------------------------------------- |
| 1985–1990 | Days of Our Lives                             | Mike Horton                      | 468 episodios                          |
| 1988      | Take My Daughters, Please                     | Joe Blake                        | Película para televisión               |
| 1990      | The Big One: The Great Los Angeles Earthquake | Larry                            | Película para televisión               |
| 1991      | Dark Shadows                                  | Joe Haskell / Peter Bradford     | 11 episodios                           |
| 1992      | 2000 Malibu Road                              | Roger Tabor                      | 6 episodios                            |
| 1994      | Red shoe diaries                              | The New Man                      | Episodio: "The Game"                   |
| 1995      | Remember Me                                   | Scott Covey                      | Película para televisión               |
| 1996–2000 | The Pretender                                 | Jarod                            | 86 episodios                           |
| 1999–2000 | Profiler                                      | Jarod                            | 3 episodios                            |
| 2000      | Hombres de negro: la serie animada            | Papel desconocido                | Voz, episodio: "The Baby Kay Syndrome" |
| 2001      | The Pretender 2001                            | Jarod                            | Película para televisión               |
| 2001      | El Proyecto Zeta                              | Dr. Wilhelm                      | Voz, episodio: "Absolute Zero"         |
| 2001      | The Pretender: Island of the Haunted          | Jarod                            | Película para televisión               |
| 2001–2003 | The Legend of Tarzan                          | Tarzán                           | Voz, protagonista                      |
| 2002      | Las aventuras de Jackie Chan                  | Giles                            | Episodio: "Pleasure Calls"             |
| 2002      | Liga de la justicia                           | Etrigan el Demonio / Jason Blood | Voz, episodio: "A Knight of Shadows"   |
| 2003      | La momia                                      | Nizam Toth                       | Voz, 3 episodios                       |
| 2003–2004 | Crossing Jordan                               | James Horton                     | 4 episodios                            |
| 2005      | Liga de la Justicia Ilimitada                 | Etrigan el Demonio / Jason Blood | Voz, episodio: "The Balance"           |
| 2005      | Clubhouse                                     | Jackie Tambler                   | Episodio: "Save Situation"             |
| 2005–2007 | Higglytown Heroes                             | Mountain Rescue Hero             | Voz, 3 episodios                       |
| 2009–2011 | Batman: The Brave and the Bold                | Adam Strange                     | Voz, 2 episodios                       |
| 2011      | Blue Bloods                                   | Sonny Malevsky                   | 4 episodios                            |
| 2011      | Burn Notice                                   | Holcomb                          | Episodio: "Army of One"                |
| 2012–2013 | Young Justice                                 | Captain Atom                     | Voz, 7 episodios                       |

### Teatro
| Año  | Título                               | Papel            |
| ---- | ------------------------------------ | ---------------- |
| 2007 | Scarcity                             | Herb             |
| 2009 | Impressionism                        | Douglas Finch    |
| 2010 | The Elaborate Entrance of Chad Deity | Everett K. Olson |
| 2011 | A Perfect Future                     | John Hudson      |

### Videojuegos
| Año  | Título                                  | Papel            | Notas |
| ---- | --------------------------------------- | ---------------- | ----- |
| 1999 | Planescape: Torment                     | The Nameless One |       |
| 2003 | Freelancer                              | Orillion         |       |
| 2011 | Marvel vs. Capcom 3: Fate of Two Worlds | Dormammu         |       |